# 布雷德霍夫特普萊斯 (加利福尼亞州)
布雷德霍夫特普萊斯（英語：Bredehoft Place）是位於美國加利福尼亞州門多西諾縣的一個非建制地區。該地的面積和人口皆未知。

## 地理
布雷德霍夫特普萊斯的座標為39°46′58″N 122°56′22″W / 39.78278°N 122.93944°W，而該地的平均海拔高度為1431米（即4695英尺）。